# José Reina
José Manuel "Pepe" Reina Páez, född den 31 augusti 1982 i Madrid, även känd som Pepe Reina eller José Reina, är en spansk fotbollsmålvakt som spelar för Como.
Under sina tre första år i Premier League vann han Premiership Golden Gloves Award som är en utmärkelse som delas ut till den målvakt som håller nollan flest gånger i ligan under säsongen.

## Klubblagskarriär

### Spanien
Trots att han är född i Madrid startade Reina sin karriär i La Liga-laget FC Barcelona som han debuterade för när han var 18. Under UEFA-cupen 2000/2001 spelade Reina mot Liverpool i semifinalen som Barcelona till slut förlorade.
Efter att ha spelat 33 matcher under sin första a-lagssäsong 2000/2001 fick han bara spela 16 nästkommande säsong. För att få mer speltid lånades han därför ut till Villarreal CF sommaren 2002, övergången gjordes permanent 2004. Reina hjälpte Villarreal att säkra en plats i nästkommande års UEFA Champions League säsongen 2004/2005, han räddade sju av nio straffar under säsongen.

### Liverpool FC
I juli 2005 köptes Reina av Liverpool varpå Liverpools manager Rafael Benitez hävdade att Reina var "den bästa målvakten i Spanien". Reina gjorde sin debut i första kvalrundan till Champions League mot Total Network Solutions, senare mer känt som The New Saints FC, den 13 juli 2005.
Redan i starten av säsongen 2005/2006 tog Reina över som förstamålvakt från Champions League-målvakten Jerzy Dudek. Han debuterade även i spanska landslaget den 17 augusti i en match mot Uruguay som Spanien vann med 2–0.
Det blev en lyckad säsong för Liverpool som förbättrade sin ligaplacering från tidigare år och vann FA-cupen. Säsongen var även lyckad för Reina som slog flera klubbrekord och vann Premiership Golden Gloves Award efter att ha hållit nollan flest gånger i ligan. Den 3 december 2005 höll han i en match mot Wigan nollan för sjätte matchen i rad i ligan och slog därmed David James klubbrekord på fem raka nollor i ligan från säsongen 1996/1997. Reina höll till slut nollan i åtta raka ligamatcher innan James Beattie nickade in ett mål när Liverpool besegrade Merseyside-rivalerna Everton med 3–1 den 28 december 2005. Han slog även rekordet för flest hållna nollor i rad oavsett tävling när han mellan oktober och december höll nollan i 11 raka matcher. Sviten bröts den 18 december då São Paulos Mineiro gjorde mål på Reina i finalen av VM för klubblag.
En omtalad händelse inträffade den 5 februari 2006 i en ligamatch mot Chelsea. Reina som precis hade tacklat Eiður Guðjohnsen blev utvisad efter att ha slagit Arjen Robben, som föll teatraliskt, i ansiktet. Enligt kommentatorn Alan Hansen föll Robben "som om han blivit slagen med en slägga." Liverpool förlorade matchen med 2–0 och Reina blev avstängd i tre matcher.
Den 16 april 2006 gjorde Reina sitt 50:e framträdande för Liverpool när han höll nollan i en match mot Blackburn. Nollan, som var Reinas 28:e i Liverpooltröjan, innebar att han slog Ray Clemence klubbrekord från 1971 på 25 hållna nollor under sina 50 första matcher i Liverpool. Hans 29 insläppta mål under dessa 50 matcher var också rekordfå (Clemence släppte in 32 under sina första 50 matcher.)
Den 13 maj 2006 spelades finalen av FA-cupen mellan Liverpool och West Ham. Efter att Reina gjort ett par misstag ledde West Ham med 3–2 men en sen kvittering från Steven Gerrard skickade matchen till förlängning. Liverpool vann till slut matchen på straffar efter att Reina räddat tre av fyra straffar.
Under säsongen 2006/2007 stärktes Reinas plats som förstamålvakt ytterligare trots ett par tidiga misstag från spanjoren (bland annat i derbyt mot Everton som Liverpool förlorade med 3–0) efter att Jerzy Dudek släppt in nio mål på en vecka i två cupmöten med Arsenal. Efter första mötet med Chelsea i semifinalen av Champions League den 25 april 2007 blev Reina utsedd till matchens bästa spelare av Liverpools officiella hemsida efter en rad kvalificerade räddningar, bland annat två från engelska landslagsmittfältaren Frank Lampard. Reina spelade bra även i returen då han höll nollan och räddade två av tre straffar när matchen avgjordes genom straffläggning. När han kom hem efter matchen upptäckte han att tjuvar brutit sig in i hans hus i Woolton och stulit en Porsche, smycken och en stereoanläggning.
Tre veckor senare blev han den tredje spelaren att följa i sin fars fotspår och medverka i en Champions League-final när Liverpool finalslogs av AC Milan i Aten. Han skrev ett nytt kontrakt med Liverpool den 7 juni 2007, kontraktet sträcker sig till år 2012. I augusti 2007 fick Reina för andra året i rad motta Golden Gloves Award efter att ha hållit nollan 19 gånger under ligaspelet.
Den 2 februari 2008 blev Reina den Liverpoolmålvakt som på minst antal matcher hållit nollan 50 gånger, han slog Ray Clemence gamla rekord på 95 matcher när Liverpool vann med 3–0 över Sunderland i hans 92:a match för klubben Sommaren 2008 fick Reina för tredje året i rad motta Golden Gloves Award efter att ha hållit nollan 18 gånger under säsongen 2007/2008. Den 22 mars 2009 blev Reina även snabbaste Liverpoolmålvakt till 100 hållna nollor (ligor och cuper) när han i sin 197:e match för klubben höll nollan mot Aston Villa.
Den 9 april 2010 meddelade Liverpool på sin officiella hemsida att Reina hade skrivit på ett nytt sexårskontrakt med klubben. Reina höll, tillsammans med Chelseas Petr Cech, nollan flest gånger av alla målvakter (17 gånger) under Premier League 2009–2010. Eftersom Reina spelade fler matcher fick Cech ta emot Barclays Golden Glove Award som den målvakt i Premier League som hållit nollan i flest matcher under säsongen. Han blev även utsedd till årets bästa spelare av Liverpools supportrar.

### Napoli
Den 26 juli 2013 blev det klart att Reina lånas till den italienska klubben Napoli.

### AC Milan
I juli 2018 värvades Reina av Milan, där han skrev på ett tvåårskontrakt.
Den 13 januari 2020 lånades Reina ut till Aston Villa på ett låneavtal över resten av säsongen 2019/2020.

### Lazio
Den 27 augusti 2020 värvades Reina av Lazio.

### Återkomst i Villarreal
Den 8 juli 2022 blev Reina klar för en återkomst i Villarreal, där han skrev på ett ettårskontrakt.

## Landslagskarriär
Reina var med i Spaniens U17-landslag när de vann U17 EM 1999. Till VM 2006 var han uttagen som tredjemålvakt bakom Iker Casillas och Santiago Canizares och gjorde inga framträdanden. Han debuterade i mästerskapssammanhang på seniornivå när han stod i mål i Spaniens avslutande gruppspelsmatch, mot Grekland den 18 juni 2008, i EM 2008. Det var hans enda match i turneringen som Spanien till slut vann efter att ha besegrat Tyskland i finalen. 

## Personligt
Den 19 maj 2006 gifte sig Reina med flickvännen Yolanda Ruiz i Córdoba, Spanien, innan han åkte till Tyskland för att delta i Spaniens lag i VM 2006. Paret har två döttrar.
Hans far, Miguel Reina, var också fotbollsmålvakt och deltog för Atlético Madrid i 1974 års Europacupfinal.

## Statistik
- Senast uppdaterad inför säsongen 2012–2013

| Klubb             | Säsong  | Premier League | Premier League | FA-cupen      | FA-cupen      | Ligacupen | Ligacupen | Europa | Europa | Övriga | Övriga | Totalt | Totalt |
| Klubb             | Säsong  | SM             | Ins            | SM            | Ins           | SM        | Ins       | SM     | Ins    | SM     | Ins    | SM     | Ins    |
| ----------------- | ------- | -------------- | -------------- | ------------- | ------------- | --------- | --------- | ------ | ------ | ------ | ------ | ------ | ------ |
| Liverpool FC      | 2011–12 | 34             | 12             | 5             | 0             | 7         | 2         | 0      | 0      | 0      | 0      | 42     | 12     |
| Liverpool FC      | 2010–11 | 38             | 14             | 1             | 0             | 0         | 0         | 11     | 5      | 0      | 0      | 50     | 19     |
| Liverpool FC      | 2009–10 | 38             | 17             | 1             | 0             | 0         | 0         | 12     | 4      | 0      | 0      | 49     | 20     |
| Liverpool FC      | 2008–09 | 38             | 20             | 2             | 0             | 0         | 0         | 11     | 5      | 0      | 0      | 51     | 25     |
| Liverpool FC      | 2007–08 | 38             | 18             | 0             | 0             | 0         | 0         | 14     | 6      | 0      | 0      | 52     | 24     |
| Liverpool FC      | 2006–07 | 35             | 19             | 0             | 0             | 1         | 0         | 14     | 7      | 1      | 0      | 51     | 26     |
| Liverpool FC      | 2005–06 | 33             | 20             | 5             | 2             | 0         | 0         | 13     | 7      | 2      | 1      | 53     | 30     |
| Liverpool totalt  |         | 254            | 120            | 14            | 2             | 8         | 2         | 75     | 34     | 3      | 1      | 348    | 156    |
| Klubb             | Säsong  | La Liga        | La Liga        | Spanska cupen | Spanska cupen | -         | -         | Europa | Europa | Övriga | Övriga | Totalt | Totalt |
| Klubb             | Säsong  | SM             | M              | SM            | M             | SM        | M         | SM     | M      | SM     | M      | SM     | M      |
| Villarreal        | 2004–05 | 38             | 0              | 0             | 0             | -         | -         | 19     | 0      | 0      | 0      | 57     | 0      |
| Villarreal        | 2003–04 | 38             | 0              | 0             | 0             | -         | -         | 15     | 0      | 0      | 0      | 53     | 0      |
| Villarreal        | 2002–03 | 33             | 0              | 0             | 0             | -         | -         | 4      | 0      | 0      | 0      | 37     | 0      |
| Villarreal totalt |         | 109            | 0              | 0             | 0             | 0         | 0         | 38     | 0      | 0      | 0      | 147    | 0      |
| FC Barcelona      | 2001–02 | 11             | 0              | 1             | 0             | -         | -         | 4      | 0      | 0      | 0      | 16     | 0      |
| FC Barcelona      | 2000–01 | 19             | 0              | 7             | 0             | -         | -         | 7      | 0      | 0      | 0      | 33     | 0      |
| FC Barcelona B    | 2000–01 | 11             | 0              | 0             | 0             | -         | -         | 0      | 0      | 0      | 0      | 11     | 0      |
| FC Barcelona B    | 1999–00 | 30             | 0              | 0             | 0             | -         | -         | 0      | 0      | 0      | 0      | 30     | 0      |
| Barcelona totalt  |         | 71             | ?              | 8             | ?             | -         | -         | 11     | ?      | 0      | 0      | 90     | ?      |

(SM = Matcher, Ins = Hållna nollor, M =Mål)

## Meriter

### Spanien
Segrare
- 1999 U17 EM
- 2008 EM 2008
- 2010 Världsmästerskapet i fotboll 2010
- 2012 EM 2012

### Villarreal
Segrare
- Intertotocupen 2003, 2004

### Liverpool
Segrare
- 2005/06 Uefa Super Cup
- 2005/06 FA-cupen
- 2006 Community Shield
- 2011/12 Engelska Ligacupen

Tvåa
- 2005 VM för klubblag
- 2006/07 Uefa Champions League
- 2008/09 Premier League

### Napoli
Segrare
- 2013/14 Coppa Italia

### Bayern München
Segrare
- 2014/15 Bundesliga

### Personliga meriter
- 2005/2006 Barclays Golden Glove Award
- 2006/2007 Barclays Golden Glove Award
- 2007/2008 Barclays Golden Glove Award
- 2006/2007 Årets bästa spelare utsedd av Liverpools officiella supporterklubb